# Nostra Signora de La Salette
Nostra Signora de La Salette je kardinálský titulární kostel ustanovený roku 1969 papežem Pavlem VI. Tento kostel se nachází na Piazza Madonna de La Salette 1 v Římě. Prvním titulárním kardinálem se stal Alfredo Vicente Scherer arcibiskup Porto Alegre.

## Titulární kardinálové
| Jméno                   | Funkce                              | Od          | Do         |
| ----------------------- | ----------------------------------- | ----------- | ---------- |
| Alfredo Vicente Scherer | Arcibiskup Porto Alegre (Brazílie)  | 30. 4. 1969 | 9. 3. 1996 |
| Polycarp Pengo          | Arcibiskup Dar es Salaam (Tanzanie) | 21. 2. 1998 | současnost |